# Paratesta dubiosa
Paratesta dubiosa là một loài bọ cánh cứng trong họ Cerambycidae.